# Eisenbahnunfall von Langa Langa
Bei dem Eisenbahnunfall von Langa Langa am 16. Februar 1970 entgleiste bei Langa Langa (auch: Langalanga) in Nigeria der vordere Teil eines Zuges. Etwa 150 Menschen starben.

## Unfallhergang
Der Unfallort liegt etwas südlich von Kaduna. Der Zug war aufgrund des hohen Aufkommens von Reisenden zum Islamischen Opferfest sehr stark besetzt. Die Diesellokomotive entgleiste, stürzte einen 25 Meter hohen Bahndamm hinab und riss die ersten vier Wagen des Zuges mit sich.

## Folgen
Etwa 150 Menschen starben. Dazu zählen auch 52 Unfallopfer, die erst nachträglich starben, als der Lkw, der sie ins Krankenhaus bringen sollte, ebenfalls in einen Unfall verwickelt wurde.